# Skarvsjöby
Skarvsjöby (südsamisch Skärvoe) ist eine Ortschaft (småort) der Gemeinde Storuman in der schwedischen Provinz Västerbottens län und der historischen Provinz Lappland.
Der gleichnamige Hauptort der Gemeinde, Storuman, ist etwa 20 Kilometer entfernt. Skarvsjöby liegt an der Europastraße 45 und am See Skarvsjöjaur. Im Ort zweigt der sekundäre Länsväg AC 967 ab – die Straßen führen weiter nach Lycksele oder an die Europastraße 12 bei Gunnarn. Die Entfernung von Skarvsjöby zum Bahnhof Vinlidsberg an der Inlandsbahn beträgt fünf Kilometer.